# Zend Technologies
Zend Technologies ist ein Software-Unternehmen mit Hauptsitz in Cupertino, USA, Technologie-Center in Ramat Gan, Tel Aviv, Israel sowie Niederlassungen in Deutschland, Frankreich, Irland und Italien.
Der Fokus des Unternehmens liegt auf Produkten und Dienstleistungen im Bereich Entwicklung, Deployment und Management von PHP-basierten Webanwendungen. Dazu zählen unter anderem Zend Server, Zend Guard und die plattformübergreifende Entwicklungsumgebung Zend Studio. In der Vergangenheit gehörten Zend Platform und Zend Core dazu, die heute noch vielfältig im Einsatz sind.

## Geschichte
Zend Technologies Inc. wurde von den Softwareentwicklern Andi Gutmans und Zeev Suraski in Israel als Zend Technologies Ltd. begründet, die, zusammen mit anderen Absolventen des Technion, die freie und Open-Source-Skriptsprache PHP nach ihrer Entwicklung durch Rasmus Lerdorf weiterentwickelten.
1997 schrieben Gutmans und Suraski den Parser von PHP-FI um, der von Lerdorf erstellt wurde, was in PHP 3 resultierte. 1998 arbeiteten sie diesen Parser vollständig um und nannten ihn Zend Engine. Das Akronym „Zend“ leitet sich aus den Vornamen Zeev und Andi ab. Gutmans und Suraski sind außerdem hauptverantwortlich für die Entwicklung von PHP 5 und der Zend Engine in der Version 2, dem Kern von PHP. PHP 4 basiert auf der ersten Version der Zend Engine.
1999 gründeten sie offiziell ihr Unternehmen Zend Technologies in Tel Aviv, Israel, unterstützt durch eine Anschubfinanzierung der israelischen Wagniskapitalgeber Platinum Neurone Ventures und Walden Israel. Doron Gerstel wurde CEO des Unternehmens.
2004 nahm Zend Technologies 8 Millionen US-Dollar an Series-C-Mitteln auf und gründete einen Hauptsitz in den USA. Im Januar 2005 kamen Intel Capital und SAP Ventures als Investoren in Zend Technologies hinzu.
2005 erfolgte außerdem die Gründung der Niederlassung Zend Technologies GmbH in München.
Im Juni 2006 erhielt Zend Technologies den Best Startup Software Company Award der Israeli Venture Association Annual Hi Tech Conference in Tel Aviv. Im August 2006 nahmen Zend Technologies $20 Millionen an Series D Mitteln auf.
Im Februar 2009 wurde Zends Mitbegründer Andi Gutmans zum Chief Executive Officer ernannt, nachdem er zuvor als VP of Research and Development fungiert hatte. Zend rekrutierte außerdem Mark Burton, der zuvor als EVP Worldwide Sales and Alliances bei MySQL tätig war, als Vorstandsvorsitzenden.
Im Oktober 2015 wurde Zend Technologies von Rogue Wave Software übernommen.
Kurz darauf, im Februar 2016 hat Mitgründer Andi Gutmans das Unternehmen verlassen.

## Produkte

### Zend Server
Zend Server, aktuell in der Version 9, ist ein kompletter Web Application Server für die Softwareverteilung, die Ausführung und die Administration von PHP Applikationen auf Linux, Windows oder IBM i. Er enthält Applikations-Monitoring, Code-Tracing und Aufgaben-Queue.

### Zend Studio
Zend Studio, aktuell in der Version 13, ist eine Entwicklungsumgebung (IDE) für die Skriptsprache PHP. Es ist für Linux, Windows und Mac OS X verfügbar. Durch die Eclipse-Integration ist es möglich, verschiedene Websprachen (z. B. JavaScript) in einer Entwicklungsumgebung mit PHP zu kombinieren sowie sämtliche Plugins zu nutzen, die im Rahmen des Eclipse-Projektes entstanden sind. Parallel bietet Zend eine Version ohne Eclipse an (welche allerdings das Auslaufmodell von Zend Studio darstellt), um die schrittweise Migration zu ermöglichen.
Neben einer dynamischen Codeergänzung, Dokumentationsgenerierung (PHPDoc), wahlweisen Anbindung an die Versionsverwaltungssysteme Git, Subversion und CVS sowie FTP- und MySQL-Integration bietet das Zend Studio u. a. auch einen integrierten Debugger, der PHP selbst fehlt. In der Windows-Version können Skript-Ausgaben mit Hilfe eines in die Applikation eingebetteten Internet-Explorer-Fensters ohne zusätzlichen Browser begutachtet werden. Zusammen mit dem Zend Studio Server und einem Apache-Server können Programme auch direkt auf dem Webserver debuggt werden.
Des Weiteren gibt es einen „Code Analyser“, der nach typischen Fehlerquellen im Quelltext sucht, wie versehentlichen Variablenzuweisungen in Bedingungen (Beispiel: if ($variable = 1) statt if ($variable == 1)). Außerdem gibt es eine Profiling-Unterstützung, die es erleichtert, Flaschenhälse im Code aufzuspüren.
Zend Studio zeichnet sich vor allem durch die Unterstützung für Cloud-Dienste aus. 

### Zend Guard
Zend Guard ist ein Obfuscator für PHP-Anwendungen, der den Quelltext dreifach verschleiert (Variablen werden umbenannt, Kommentare gelöscht). Am 14. Mai 2013 erschien die aktuelle Version 6.

### Zend Guard Loader
Zend Guard Loader ist eine kostenlose Laufzeitumgebung, die es PHP ermöglicht, Skripte auszuführen, die mit Zend Guard verschlüsselt wurden. Jeder, der verschlüsselte Applikationen ausführen möchte, kann sie kostenlos nutzen.

### Zend Optimizer
Zend Optimizer ist eine Laufzeitumgebung, die für die Ausführung von mit Zend Guard geschützten PHP-Dateien benötigt wird. Er ist kostenlos verfügbar und bei den meisten Webhosting-Anbietern vorinstalliert.

### Zend Optimizer+
Ab der PHP-Version 5.5 ist der PHP-Beschleuniger Zend Optimizer+ integrierter Bestandteil von PHP.

## Gesponserte Projekte

### Zend Engine
Zend Engine ist das Herz von PHP und wurde ursprünglich von Andi Gutmans und Zeev Suraski geschrieben. Die erste Version der Zend Engine wurde mit PHP4 ausgeliefert. Zend sponsert einige Entwickler, um aktiv zur Engine beizutragen, während die Hauptentwicklung der Zend Engine heute von Mitwirkenden des PHP-Projektes kommt.

### Zend Framework
Zend Framework ist ein objektorientiertes freies Webframework, das in PHP 5 geschrieben und unter der BSD-Lizenz steht.

### Apigility
Apigility ist ein API-Builder, der die Erstellung und Pflege von APIs erleichtern soll.